# 馬卡姆 (伊利諾伊州)
馬卡姆（英語：Markham）是一個位於美國伊利諾伊州庫克縣的城市。

## 地理
馬卡姆的座標為41°35′51″N 87°41′30″W / 41.59750°N 87.69167°W，而該地的平均海拔高度為189米（即620英尺）。

## 人口
根據2010年美國人口普查的數據，馬卡姆的面積為14.00平方千米，當中陸地面積為14.00平方千米，而水域面積為0.00平方千米。當地共有人口12,508人，而人口密度為每平方千米893.43人。